# ويستبورت (أونتاريو)
ويستبورت (بالإنجليزية: Westport, Ontario)‏ هي مستوطنة تقع في كندا في United Counties of Leeds and Grenville. يقدر عدد سكانها بـ 645 نسمة .